# Jean-Kasongo Banza
Jean-Kasongo Banza (Kinshasa, Zaire; 26 de junio de 1974 – Kinshasa, República Democrática de Congo; 7 de junio de 2024) fue un futbolista congolés que jugó en la posición de delantero centro.

## Carrera

### Club
| Periodo   | Club                    |
| --------- | ----------------------- |
| 1995-1996 | AS Vita Club            |
| 1996-1997 | Gençlerbirliği          |
| 1997      | Jeonnam Dragons         |
| 1997      | Cheonan Ilhwa Chunma    |
| 1998      | AS Vita Club            |
| 1998–1999 | CS Sfaxien              |
| 1999–2001 | VfL Wolfsburg           |
| 2000–2001 | → MSV Duisburg (cedido) |
| 2001–2002 | CS Sfaxien              |
| 2002–2003 | Olympique Béja          |

### Selección nacional
Jugó para República Democrática del Congo en 25 ocasiones de 1996 a 2001 y participó en tres ediciones de la Copa Africana de Naciones.

## Logros
- Copa de Corea del Sur (1): 1997